# Osvaldo Pavanelli
Osvaldo Pavanelli (São Paulo, 1962) é um desenhista brasileiro. Ele trabalha com ilustração e quadrinhos desde 1985, com trabalhos publicados em revistas como Animal, Mil Perigos, Lúcifer e Fierro, além de ter sido o responsável pela revista em quadrinhos do grupo de humor Casseta & Planeta. Osvaldo ganhou o Troféu HQ Mix em 1990 (desenhista revelação) e 1998 (melhor caricaturista).